# Airlock

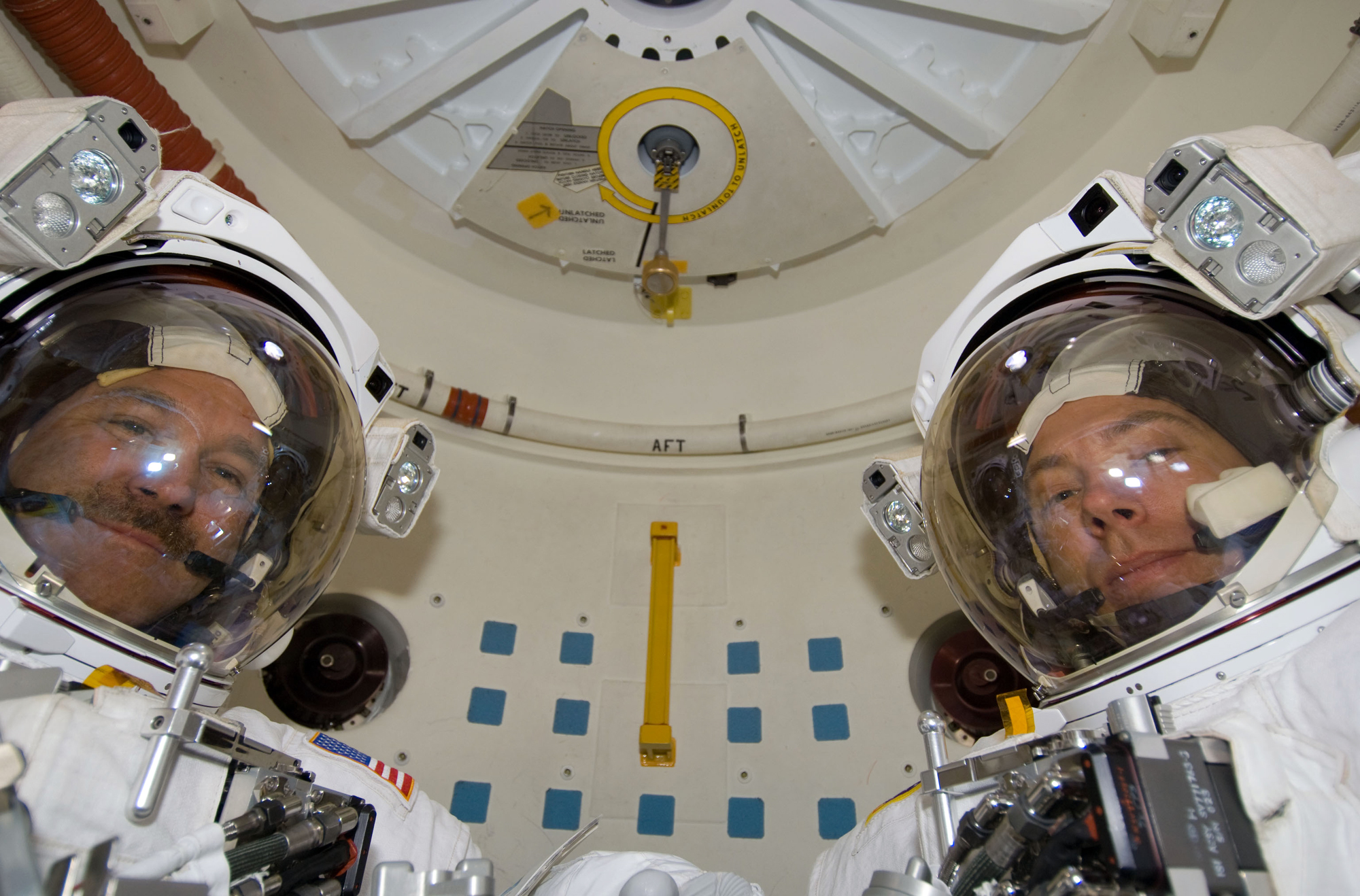
Due astronauti della missione STS-125 attendono l'inizio di un'attività extraveicolare nell'airlock dello Space Shuttle Atlantis.(NASA)

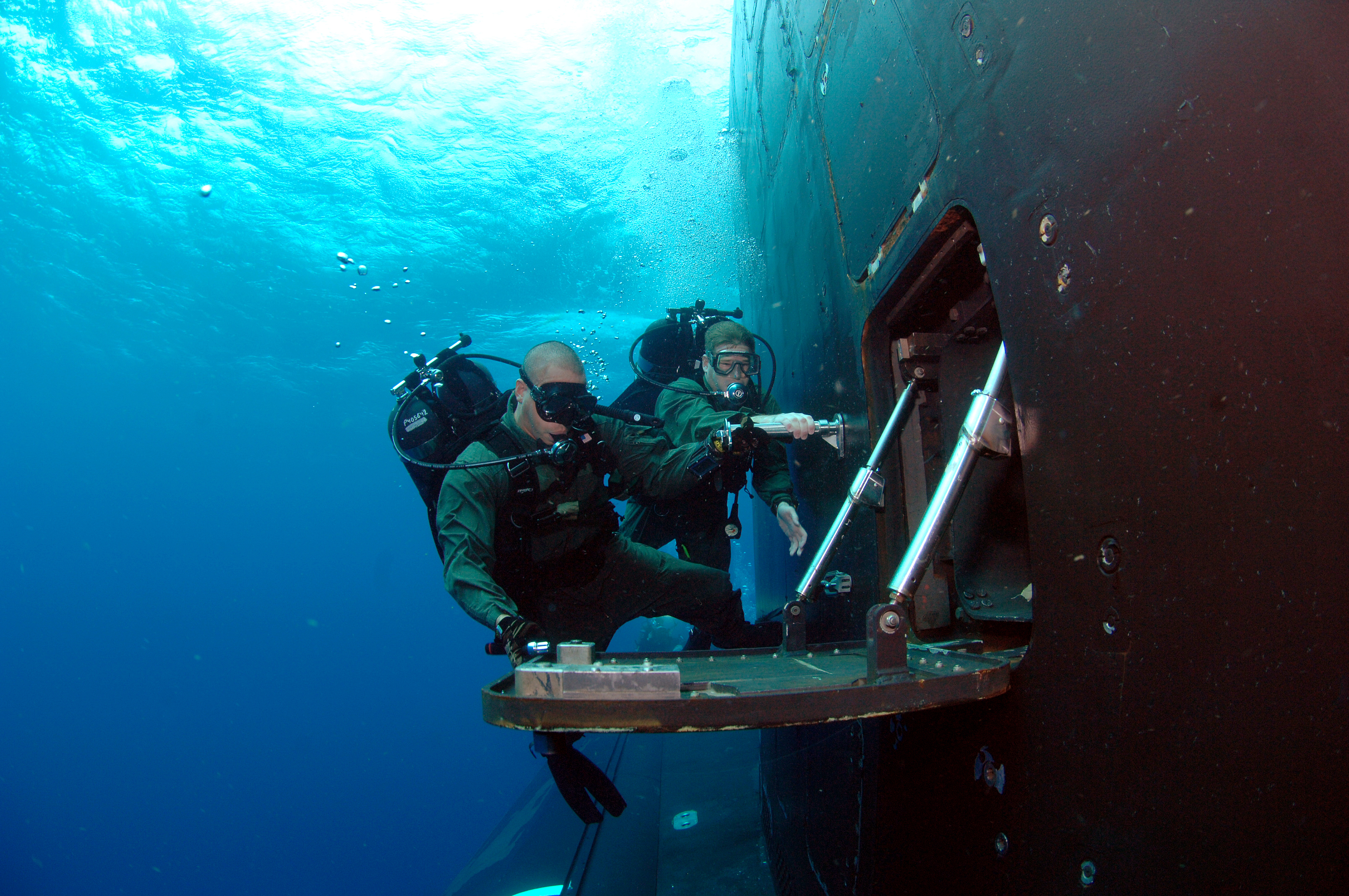
Sommozzatori US Navy utilizzano l'airlock del sottomarino USS Hawaii durante un'esercitazione.

L'airlock, in italiano camera d'equilibrio o più letteralmente chiusa d'aria, è un dispositivo che permette il passaggio di persone e materiali tra due ambienti a diversa pressione.
Può anche essere usata per passare tra due ambienti con atmosfere a diversa composizione, o sott'acqua tra un volume con atmosfera gassosa (come un sottomarino) e l'ambiente acquatico esterno.

## Applicazioni
Le airlock trovano applicazione in molti ambiti, soprattutto in:
- aeronautica: alcuni aerei sono equipaggiati con chiuse d'aria come uscita d'emergenza o per paracadutismo sportivo;
- astronautica: veicoli spaziali e stazioni spaziali le utilizzano per consentire agli astronauti di uscire dagli spazi abitativi per effettuare attività extraveicolari[2];
- sottomarini: vengono usate per permettere l'entrata e uscita di sommozzatori mentre il veicolo è in immersione[3]; inoltre i tubi lanciasiluri e i condotti di fuga sono essi stessi chiuse d'aria;
- camere iperbariche: per entrare o uscire mantenendo la camera attiva;
- sia le camere bianche che i laboratori biochimici e altri ambienti pericolosi (come reattori nucleari), sfruttano differenze di pressione per evitare contaminazioni con l'esterno;
- microscopi elettronici: l'interno è sotto-vuoto, per evitare interferenze dell'aria con il flusso di elettroni;
- in cupole pressurizzate, come lo USF Sun Dome e il BC Place Stadium, dove la perdita di pressione potrebbe causare il collasso della struttura.